# Albert Harrison (cầu thủ bóng đá, sinh năm 1909)
Albert Harrison (19 tháng 8 năm 1909 – 2 tháng 3 năm 1989) là một cầu thủ bóng đá người Anh.

## Sự nghiệp thi đấu
Harrison gia nhập Port Vale với tư cách nghiệp dư vào tháng 9 năm 1931, ký hợp đồng chuyên nghiệp vào tháng 11 năm 1932. Ông thi đấu 3 trận ở Second Division mùa giải 1932–33 và rời sân The Old Recreation Ground theo dạng chuyển nhượng tự do đến Leek Alexandra vào tháng 5 năm 1933.

## Thống kê
Nguồn:
| Câu lạc bộ | Mùa giải | Hạng đấu        | Giải vô địch | Giải vô địch | Cúp FA | Cúp FA | Khác | Khác | Tổng | Tổng |
| Câu lạc bộ | Mùa giải | Hạng đấu        | Trận         | Bàn          | Trận   | Bàn    | Trận | Bàn  | Trận | Bàn  |
| ---------- | -------- | --------------- | ------------ | ------------ | ------ | ------ | ---- | ---- | ---- | ---- |
| Port Vale  | 1932–33  | Second Division | 3            | 0            | 0      | 0      | 0    | 0    | 3    | 0    |
| Tổng       | Tổng     | Tổng            | 3            | 0            | 0      | 0      | 0    | 0    | 3    | 0    |